# Jorge Kadú
Jorge Kadú, właśc. Jorge Paulo Lima Alves (ur. 10 kwietnia 1991 w Mindelo) – kabowerdeński piłkarz występujący na pozycji napastnika.

## Kariera klubowa
Karierę na poziomie seniorskim rozpoczął w drugoligowym klubie Académica do Mindelo z rodzinnego miasta Mindelo. Następnie występował w CS Mindelense (2005–2011), w którym zaliczył dwa sezony w Campeonato Nacional i zdobył w sezonie 2011 mistrzostwo kraju. Jesienią 2011 roku przeniósł się do Portugalii, gdzie grał w zespołach z III i IV kategorii rozgrywkowej, kolejno: CD Operário, SU Sintrense oraz CDR Quarteirense. W połowie sezonu 2013/14 podpisał kontrakt z beniaminkiem Ekstraklasy Zawiszą Bydgoszcz, z którym wywalczył Puchar i Superpuchar Polski. Wiosną 2015 roku przeszedł do pierwszoligowej Miedzi Legnica, gdzie spędził jedną rundę. W latach 2015–2018 był zawodnikiem angolskiego klubu Académica Petróleos do Lobito (Girabola), po czym zakończył karierę.

## Kariera reprezentacyjna
Występował w juniorskich i młodzieżowych reprezentacjach Republiki Zielonego Przylądka.

## Sukcesy
CS Mindelense
- mistrzostwo Republiki Zielonego Przylądka: 2011

Zawisza Bydgoszcz
- Puchar Polski: 2013/14
- Superpuchar Polski: 2014